# 潘润兰
潘润兰（1964年—），湖南湘潭人，汉族，中华人民共和国政治人物、第十二届全国人民代表大会湖南地区代表。
加入中国共产党。2013年，担任全国人大代表。